# Dubusia taeniata carrikeri
Dubusia taeniata carrikeri is een zangvogel uit de familie Thraupidae (tangaren). De vogel werd in 1946 door de Amerikaanse vogelkundige Alexander Wetmore geldig als aparte soort beschreven, maar is volgens de IOC World Bird List een ondersoort. Volgens BirdLife International is het echter een bedreigde, endemische soort vogel in Colombia. 

## Kenmerken
De vogel is 20 cm lang en lijkt sterk op de zilverbrauwbergtangare (D. taeniata). De zilverkleurige wenkbrauwstreep is bij deze ondersoort nog duidelijker aanwezig en het zwarte 'gezicht' reikt niet tot de kin zoals bij de moedersoort. De kin en bovenborst zijn licht roodbruin met kleine zwarte streepjes. De buik is heldergeel en de ogen zijn donker.

## Verspreiding en leefgebied
Dubusia taeniata carrikeri komt voor in het berggebied Sierra Nevada de Santa Marta. De leefgebieden liggen in ongerept regenwoud tussen de 2600 en 3500 meter boven zeeniveau.

## Status
Dubusia taeniata carrikeri heeft een beperkt verspreidingsgebied en daardoor is de kans op uitsterven aanwezig. De grootte van de populatie werd in 2016 door BirdLife International geschat op 1000 tot 2500 volwassen individuen en de populatie-aantallen nemen af door habitatverlies. Het leefgebied wordt aangetast door ontbossing, waarbij natuurlijk bos wordt omgezet in gebied voor agrarisch gebruik, zoals de teelt van koffie en hennep of door afbranden van bos om weidegronden voor veeteelt te krijgen. Om deze redenen staat deze soort als bedreigd op de Rode Lijst van de IUCN.